# Internazionali di Tennis di Baviera 2019 - Qualificazioni singolare
Le qualificazioni del singolare degli Internazionali di Tennis di Baviera 2019 sono state un torneo di tennis preliminare per accedere alla fase finale della manifestazione. I vincitori dell'ultimo turno sono entrati di diritto nel tabellone principale. In caso di ritiro di uno o più giocatori aventi diritto a questi sono subentrati i lucky loser, ossia i giocatori che hanno perso nell'ultimo turno ma che avevano una classifica più alta rispetto agli altri partecipanti che avevano comunque perso nel turno finale.

## Teste di serie
1. Lorenzo Sonego (qualificato)
2. Prajnesh Gunneswaran (ultimo turno)
3. Albert Ramos Viñolas (primo turno)
4. Peter Gojowczyk (primo turno)

1. Miomir Kecmanović (primo turno)
2. Andrey Rublev (ultimo turno)
3. Thomas Fabbiano (primo turno)
4. Denis Istomin (qualificato)

## Qualificati
1. Lorenzo Sonego
2. Denis Istomin

1. Thiago Monteiro
2. Yannick Maden

## Tabellone

### Legenda
| - Q = Qualificato - WC = Wild card - LL = Lucky loser | - ALT = Alternate - SE = Special Exempt - PR = Protected Ranking | - w/o = Walkover - r = Ritirato - d = Squalificato |

### Sezione 1
|  | Primo turno | Primo turno       | Primo turno | Primo turno | Primo turno |  |  | Ultimo turno | Ultimo turno    | Ultimo turno | Ultimo turno | Ultimo turno |  |
|  |             |                   |             |             |             |  |  |              |                 |              |              |              |  |
|  | 1           | Lorenzo Sonego    | 7           | 65          | 6           |  |  |              |                 |              |              |              |  |
|  |             | Yannick Hanfmann  | 65          | 7           | 3           |  |  | 1            | Lorenzo Sonego  | 6            | 5            | 7            |  |
|  |             | Henri Laaksonen   | 4           | 6           | 6           |  |  |              | Henri Laaksonen | 0            | 7            | 64           |  |
|  | 5           | Miomir Kecmanović | 6           | 1           | 4           |  |  |              |                 |              |              |              |  |

### Sezione 2
|  | Primo turno | Primo turno          | Primo turno         | Primo turno | Primo turno |  |  | Ultimo turno | Ultimo turno         | Ultimo turno | Ultimo turno | Ultimo turno |  |
|  |             |                      |                     |             |             |  |  |              |                      |              |              |              |  |
|  | 2           | Prajnesh Gunneswaran | 3                   | 7           | 7           |  |  |              |                      |              |              |              |  |
|  | WC          | Alexander Erler      | 6                   | 65          | 5           |  |  | 2            | Prajnesh Gunneswaran | 6            | 2            | 2            |  |
|  | WC          | Cedrik-Marcel Stebe  | Cedrik-Marcel Stebe | 3           | 65          |  |  | 8            | Denis Istomin        | 4            | 6            | 6            |  |
|  | 8           | Denis Istomin        | Denis Istomin       | 6           | 7           |  |  |              |                      |              |              |              |  |

### Sezione 3
|  | Primo turno | Primo turno          | Primo turno        | Primo turno | Primo turno |  |  | Ultimo turno | Ultimo turno    | Ultimo turno | Ultimo turno | Ultimo turno |  |
|  |             |                      |                    |             |             |  |  |              |                 |              |              |              |  |
|  | 3           | Albert Ramos Viñolas | 3                  | 6           | 2           |  |  |              |                 |              |              |              |  |
|  |             | Thiago Monteiro      | 6                  | 2           | 6           |  |  |              | Thiago Monteiro | 6            | 6            | 6            |  |
|  |             | Matthias Bachinger   | Matthias Bachinger | 6(1)        | 2           |  |  | 6            | Andrey Rublev   | 3            | 7            | 4            |  |
|  | 6           | Andrey Rublev        | Andrey Rublev      | 7           | 6           |  |  |              |                 |              |              |              |  |

### Sezione 4
|  | Primo turno | Primo turno     | Primo turno | Primo turno | Primo turno |  |  | Ultimo turno | Ultimo turno  | Ultimo turno  | Ultimo turno | Ultimo turno |  |
|  |             |                 |             |             |             |  |  |              |               |               |              |              |  |
|  | 4           | Peter Gojowczyk | 4           | 6           | 4           |  |  |              |               |               |              |              |  |
|  |             | Lukáš Rosol     | 6           | 2           | 6           |  |  |              | Lukáš Rosol   | Lukáš Rosol   | 2            | 2            |  |
|  |             | Yannick Maden   | 4           | 6           | 6           |  |  |              | Yannick Maden | Yannick Maden | 6            | 6            |  |
|  | 7           | Thomas Fabbiano | 6           | 2           | 2           |  |  |              |               |               |              |              |  |